# Bileanî, Cernivți
Bileanî (în ucraineană Біляни) este o comună în raionul Cernivți, regiunea Vinnița, Ucraina, formată numai din satul de reședință.

## Demografie
Componența lingvistică a satului Bileanî
     Ucraineană (99,06%)
     Alte limbi (0,94%)
Conform recensământului din 2001, majoritatea populației satului Bileanî era vorbitoare de ucraineană (99,06%), existând în minoritate și vorbitori de alte limbi.